# Cinzia Capano
Cinzia Capano (Bari, 9 novembre 1954) è una politica italiana.

## Biografia
Si è laureata in Giurisprudenza nel 1979.
Dal luglio 2004 è assessore nella giunta comunale di Bari guidata dal sindaco Michele Emiliano, fino al 14 aprile 2008, data in cui è stata eletta Deputato della Repubblica. È componente della II Commissione Giustizia.